# Митгофф, Теодор
Теодор Митгофф (нем. Teodor Karl Mithoff; 1835—1892) — немецкий экономист, профессор и декан Дерптского университета.

## Биография
Родился 4 февраля 1835 года в Гёттингене. После окончания гимназии в родном городе с 1852 по 1854 год учился в Ганноверском политехническом институте. Затем он изучал математику в Гёттингенском университете, где сдав экзамены на старшего учителя преподавал в гимназиях в Гёттингене (1861—1864) и Готе (1864—1865). После этого он стал изучать политическую экономию в Гёттингенском университете, где 6 июня 1867 года защитил диссертацию на степень доктора философии: «Ueber die Lehre von der Bodenrente in ihrer Beziehung zu den naturgesetzlichen Vorgängen im Landbau». Также с 1865 года он был секретарём  сельскохозяйственного провинциального общества в Гёттингене, затем, вместе с профессорами Геннебергом и Вике «Journal fur Landwirthschaft», а в 1867 году занял должность секретаря торговой камеры в Гёттингене.
С 1870 по 1873 год он состоял членом Прусской палаты депутатов от Ганновера.
В 1873 году он был избран профессором политической экономии Дерптского университета, в августе приехал в Дерпт, но к чтению лекций приступил только по прочтении 22 января 1874 года пробной лекции «Ueber Kathedersocialismus». В 1881—1884 годах был деканом историко-филологического факультета. В конце 1884 года оставил русскую службу, выслужив чин статского советника, и вернулся в Гёттинген.
После своего возвращения из Дерпта с 1885 году до самой смерти был членом Прусской палаты депутатов (в 1885 году от округа Ганновер, с 1886 года от округа Хильдесхайм); с 1886 по 1892 год он был секретар4м Палаты. Входил во фракцию Национал-либеральной партии.
Умер 30 января 1892 года в Берлине.